# Terebinthia
Terebinthia (Engels: Terebinthia) is een fictief eiland uit Prins Caspian en De reis van het drakenschip van De Kronieken van Narnia door C.S. Lewis.

## Ligging en geografie
Terebinthia ligt vier dagen ten oosten van Galma, voor de kust van Archenland, in de Grote Oostelijke Oceaan in de Bocht van Calormen. Het is niet bekend hoe het tot het koninkrijk Narnia kwam. Vanaf het eiland zijn piratenschepen actief.

## Prins Caspian
Als de Pevensies met Trompoen van Cair Paravel vertrekken, op weg naar Caspian, halen Lucy en Susan herinneringen op van hun reis naar Galma, Terebinthia, de Zeven Eilanden en de Verlaten Eilanden, met hun schip de Kristallijnen Pracht. 

## De reis van het drakenschip
Hierin vertelt Caspian, dat hij na vier dagen varen vanaf Galma bij Terebinthia aankomt. Hij kan niet bij de hoofdstad aan land, omdat daar een besmettelijke ziekte heerst. Ze varen een stuk verder, om water in te slaan. Later komen ze een piratenschip van Terebinthia tegen.